# Museu Isabella Stewart Gardner
O Museu Isabella Stewart Gardner (em inglês:  Isabella Stewart Gardner Museum) é um museu de arte situado em Boston, no estado do Massachusetts, nos Estados Unidos, que abriga exemplos significativos da arte europeia, asiática e americana. A sua coleção inclui pinturas, esculturas, tapeçarias e artes decorativas. O museu foi construído entre 1898–1901 por Isabella Stewart Gardner (1840–1924), uma colecionadora de arte americana, filantropa e patrona das artes, no estilo arquitetónico dos palácios de Veneza do século XV. Foi inaugurado em 1903.
Uma ala auxiliar, adjacente à estrutura original próxima do parque Back Bay Fens, foi terminada em 2012.
Em 1990, treze das obras do museu foram roubadas; o crime continua sem solução e as obras, avaliadas em cerca de US$ 500 milhões, não foram recuperadas. Uma recompensa de $ 10 milhões por informações que levem à recuperação da arte permanece em vigor.